# 高利貸し
高利貸し（こうりがし、英: usury, loan shark）とは、高い利息を設定することを条件として融資を行う者。主に個人に対して比較的短期間・小額の融資を行い、連帯保証人が不要で、担保を預からずに審査も甘く、容易に金を借りることができる反面、利息は高額である。質草が担保となる質屋とは区別される場合もある。
歴史上の高利貸しについては金貸しの記事を参照のこと。歴史上では土倉や酒屋などが有名な高利貸の業者として知られた。現代においても上記のような形態の金融業者については、高利貸しと呼ばれることがある。